# Crédit Agricole
Crédit Agricole SA (CASA) mit Sitz in Paris ist das börsennotierte Zentralinstitut der genossenschaftlich organisierten Crédit-Agricole-Gruppe, eine der größten französischen Geschäftsbanken.
Die Bank ist eine der Großbanken, die vom Financial Stability Board (FSB) als systemisch bedeutsames Finanzinstitut eingestuft wurden. Sie unterliegt damit einer besonderen Überwachung und strengeren Anforderungen an die Ausstattung mit Eigenkapital.

## Genossenschaftliche Organisation
Die Crédit Agricole Gruppe ist eine genossenschaftliche Bankengruppe, die neben der börsennotierten Credit Agricole S.A. (CASA) 39 Caisses Régionales de Crédit Agricole Mutuel (genossenschaftliche Regionalkassen) umfasst, die wiederum aus insgesamt 2544 Einzelgenossenschaften bestehen. Die börsennotierte Credit Agricole S.A. (CASA) wird zu 56,3 Prozent gemeinschaftlich von den Regionalkassen gehalten und hält selber etwa 25 Prozent von deren Anteilen. Die gesamte Credit Agricole-Gruppe betreibt weltweit 11.500 Filialen und hat nach eigenen Angaben rund 54 Millionen Kunden.

### Geschäftsfelder
- Privatkundengeschäft: Während die Caisses Régionales das ländliche Gebiet voll abdecken, besitzt LCL (aus dem ehemaligen Crédit Lyonnais hervorgegangen) eine große Marktpräsenz in den Großstädten. Diese Kombination verleiht der Gruppe einen führenden Marktanteil in vielen Teilen des französischen Territoriums. International ist die Bank im Privatkundengeschäft in Italien (Cariparma), Marokko (Crédit du Maroc), Ägypten (Crédit Agricole Egypt), Serbien (Crédit Agricole Srbija), Ukraine (Crédit Agricole Bank) und Polen (Crédit Agricole Bank Polska) vertreten.
- Unit Crédit Agricole Payment Services (CAPS): Crédit Agricole Payment Services besitzt in Frankreich einen Marktanteil von rund 30 Prozent im Bereich Zahlungsdienstleistungen. Pro Jahr werden über zehn Milliarden Transaktionen abgewickelt. 2017 hat CAPS zudem rund 19 Millionen Karten ausgegeben.
- Ab April 2018 bestand eine Kooperation mit der durch einen Finanzskandal bekannt gewordenen Wirecard AG um einen Online-Bezahldienst für den Elektronischen Handel auf den Markt zu bringen.[5]
- Spezialisierte Finanzdienstleistungen: Konsumentenkredit, was in Frankreich unter dem Namen Sofinco firmiert und in Deutschland über die Creditplus Bank vertreten ist; Factoring; Leasing, Versicherungen und Vermögensverwaltung.
- Finanzierungs- und Investmentbank: Crédit Agricole Corporate & Investment Bank (ehemals Calyon), die für Großkunden agiert. Crédit Agricole Corporate & Investment Bank ist ursprünglich hervorgegangen aus der Fusion der Banque de l’Indochine mit der Banque de Suez zur Banque Indosuez und Teilen des 2002 erworbenen Crédit Lyonnais. Hierdurch verfügt Crédit Agricole auch in den ehemaligen französischen Territorien Asiens über eine ausgezeichnete Marktpräsenz.
- Festgeldangebote über die Crédit Agricole Consumer Finance in Deutschland
- Weitere spezialisierte Tochtergesellschaften, zum Beispiel Crédit Agricole Assurances (Pacifica, Predica, La Médicale de France) für Versicherungen

### Börsendaten
Crédit Agricole ist ein an der Euronext-Börse in Paris notiertes Unternehmen, das auch dem französischen Börsenindex CAC40 angehört.

## Geschichte
Die Geschichte des Crédit Agricole geht auf das Ende des 19. Jahrhunderts zurück, und zwar auf ein Gesetz aus dem Jahr 1884, das die freie Berufsvereinigung ermöglichte und die Gründung von Bauernverbänden und lokalen Gegenseitigkeitsbanken erlaubte. Die Gründung der Société de Crédit Agricole de l’arrondissement de Poligny in Salins-les-Bains im Jura erfolgte am 23. Februar 1885. Diese Einrichtung war die erste ihrer Art in Frankreich.
Inspiriert von dieser Erfahrung und zur Förderung der Kreditvergabe zugunsten der kleinen Familienbetriebe erlaubte das Gesetz vom 5. November 1894, das vom Landwirtschaftsminister Jules Méline gefördert wurde, die Gründung von lokalen Agrarkreditvereinigungen. Die ersten Kassen wurden durch lokale Eliten gebildet, die sich aus Agronomen, Professoren und Eigentümern zusammensetzten, während die Bauern noch in der Minderheit waren.

## Kritik
Im September 2010 wurde Crédit Agricole zusammen mit zehn anderen Banken vom Conseil de la Concurrence zu einer Geldbuße in Höhe von 381 Millionen Euro verurteilt. Die Banken hatten eine Verabredung getroffen, der zufolge sie von Januar 2002 bis Juli 2007 von ihren Kunden 4,3 Cent Scheckgebühren je Scheck verlangten, um Extragewinne zu erzielen. Dies betraf 80 Prozent der in Frankreich verwendeten Schecks. Bis 2002 war der Scheckverkehr in Frankreich kostenfrei. Nach dem Einschreiten der Bankenaufsicht, die die Gewinne „unrechtmäßig“ nannte, wurde diese Praxis beendet. Die Banken dieses Kartells wurden außerdem für überzogene Gebühren mit zusammen 3,8 Millionen Euro bestraft. Crédit Agricole spielte nach Ansicht des Conseil de la Concurrence eine führende Rolle im Kartell, weswegen ihre Strafe 10 Prozent höher ausfiel. Sie wurde um weitere 20 Prozent erhöht, da Crédit Agricole bereits im Jahr 2000 wegen Wettbewerbsbehinderung zu einer Strafe verurteilt worden war.

## Sponsor

### Radrennfahrer
Crédit Agricole ist insbesondere durch seine Tätigkeit als Sponsor des gleichnamigen Radsportteams weltweit bekannt, das an der UCI ProTour, insbesondere an der Tour de France teilnahm und die Embleme der Bank trug. Die Radrennfahrer Greg LeMond, Bobby Julich, Jens Voigt, Stuart O’Grady, Thor Hushovd, Christophe Moreau, Jaan Kirsipuu und Magnus Bäckstedt gehörten zum Team.

### Fußball
Bereits seit 1974 engagiert CA sich finanziell auch im Fußball, als die Bankengruppe zunächst Amateurvereine förderte. Zehn Jahre später – und inzwischen seit mehr als drei Jahrzehnten – wurde sie einer der Hauptsponsoren des französischen Fußballverbands FFF, unterstützt seit dem Jahr 2000 auch die Männer- und die Frauennationalmannschaft, fördert aber zusätzlich weiterhin den Amateurfußball.